# غوغای عشق‌بازان
غوغای عشق‌بازان یکی از آلبوم‌های مشترک محمدرضا شجریان و همایون شجریان است که در سال ۱۳۸۵ در دستگاه شور و افشاری اجرا و در مرداد ۱۳۸۶ منتشر شد آهنگ‌های این آلبوم توسط گروه آوا به سرپرستی و آهنگسازی سعید فرج‌پوری اجرا شد. این آلبوم به صورت زنده نیز در سال ۱۳۸۶ در بخشی از یک کنسرت برگزار شده و اثر تصویری در مجموعهٔ کنسرت محمدرضا شجریان و گروه آوا منتشر شده‌است.

## شرح

### هنرمندان
- محمدرضا شجریان: آواز
- همایون شجریان: آواز و تنبک
- محمد فیروزی: عود(بربط)
- سعید فرج‌پوری: کمانچه
- مجید درخشانی: تار
- حسین رضایی‌نیا: دف و دایره

### فهرست
- قطعهٔ دیدار
- قطعهٔ پنج ضربی، غزل: سعدی
- آواز دیلمان، غزل: سعدی
- تصنیف شور {در فراق} غزل: سعدی
- ساز آواز افشاری، غزل: سعدی
- چهارمضراب افشار رقص پروانه،
- ادامهٔ ساز و آواز
- تصنیف افشاری ساقیا،غزل: مولانا
- ساز و آواز قرائی، غزل: سعدی
- تصنیف افشاری بادهٔ عشق ، غزل: سعدی

## ترانه
درآمد شور
من چرا دل به تو دادم که دلم می‌شکنی
یا چه کردم که نگه باز به من می‌نکنی
دل و جانم به تو مشغول و نظر در چپ و راست
تا ندانند حریفان که تو منظور منی
دیگران چون بروند از نظر از دل بروند
تو چنان در دل من رفته که جان در بدنی
تو همایی و من خسته بیچاره گدای
پادشاهی کنم ار سایه به من برفکنی
بنده وارت به سلام آیم و خدمت بکنم
ور جوابم ندهی می‌رسدت کبر و منی
مرد راضیست که در پای تو افتد چون گوی
تا بدان ساعد سیمینش به چوگان بزنی
مست بی خویشتن از خمر ظلومست و جهول
مستی از عشق نکو باشد و بی خویشتنی
تو بدین نعت و صفت گر بخرامی در باغ
باغبان بیند و گوید که تو سرو چمنی
من بر از شاخ امیدت نتوانم خوردن
غالب الظن و یقینم که تو بیخم بکنی
خوان درویش به شیرینی و چربی بخورند
سعدیا چرب‌زبانی کن و شیرین سخنی

### چشم رضا
آواز ضربی ابوعطا، شعر از سعدی

(حجاز)

چش‍م رضا و مرحم‍ت چش‍م رضا و مرحم‍ت

بر همه باز می‌ک‍نی بر همه باز می‌ک‍نی
چون که به بخ‍ت ما رس‍د
این همه ناز می‌کنی این همه ناز می‌ک‍نی
(حجاز)

ای که نیازموده‌ای صورت حال بی‍دلان

ای که نیازموده‌ای صورت حال بی‍دلان
عشق حقی‍قی است اگر عشق حقی‍قی است اگر
حمل مجاز می‌کنی حمل مجاز می‌ک‍نی
(حجاز)

ای که نصی‍حتم کنی کز پی او دگر مرو
در نظر سبک‍تگی‍ن عیب ایاز می‌ک‍نی
(حجاز)

پیش نماز بگ‍ذرد سرو روان و گویدم
قبله اهل دل من‍م من‍م سهو نماز می‌کنی سهو نماز می‌ک‍نی